# Sabellaria alveolata
Hermelle
Espèce
L'Hermelle (Sabellaria alveolata) est un ver tubicole (annélide) marin polychète, long de trois à quatre centimètres et vivant en moyenne quatre ans, dont les bioconstructions se rencontrent le plus souvent sous forme de placage adossé à un substrat généralement dur dans les ceintures à Fucus spiralis et Fucus serratus de l'étage médiolittoral, faisant partie de la biodiversité ordinaire. Mais les hermelles sont surtout connus pour leur capacité à construire des structures biogéniques dites « pseudorécifs » (récifs non corallien) en formant des tubes agglomérés à partir de particules de sable, de coquillages et d'autres débris marins. De valeur patrimoniale, ces récifs sont en régression en certains endroits du monde.

## Étymologie
Le nom commun en français hermelle provient du grec herma (« rocher, récif »), en référence à la capacité de ce ver de construire des structures ressemblant à des récifs. On le retrouve dans l'appellation scientifique (dépassée) Hermella alveolata de Quatrefages en 1865. En français, d'autres termes utilisés, la teigne et le crassier, montrent que les hermelles sont perçus négativement et associés aux nuisances par la population locale et les scientifiques aux connaissances lacunaires,Patrick Le Mao, Nicolas Desroy, Jérôme Fournier, Laurent Godet et Éric Thiébaut, « De la nuisibilité à la patrimonialité en milieu marin. L’histoire d’une ambiguïté entretenue », dans Rémi Luglia (dir.), Sales bêtes ! Mauvaises herbes ! « Nuisible », une notion en débat, Presses universitaires de Rennes, 2018, p. 43-58.
Le nom scientifique Sabellaria alveolata, proposé par Linné en 1767, vient du latin sabulum (« sable ») et alveolata (« alvéolée ») renvoie à la forme des pseudorécifs d'hermelles ressemblant à des alvéoles d'abeilles.

## Cycle de vie

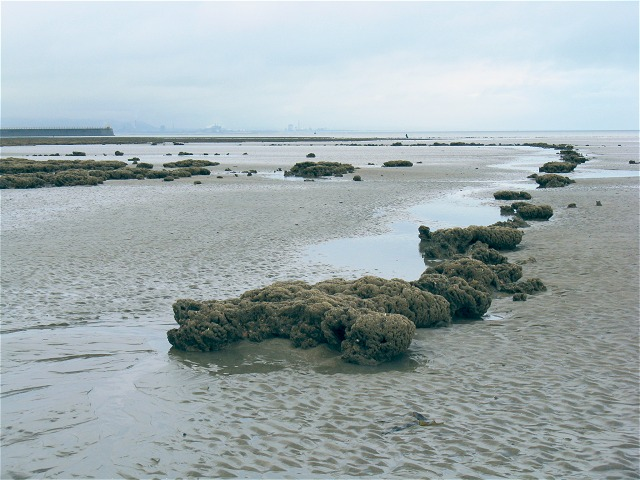
La coalescence des boules conduit à la formation d'une barrière (photo) puis au stade mature de l'édification d'un platier homogène, mamelonné en surface.

Espèce bentho-pélagique, la phase larvaire de quelques semaines est pélagique et la phase adulte, durant en moyenne quatre ans, est benthique. La reproduction est sexuée gonochorique avec une fécondation des gamètes qui a lieu dans le milieu marin et qui donne dans les heures qui suivent une larve trochophore de 80 μm. Elle donne dans la baie du Mont-Saint-Michel deux principaux pics de ponte qui correspondent aux deux pics de phytoplancton des milieux tempérés (une première ponte majeure en avril, et une seconde ponte en septembre). Les larves vivent 4 à 6 semaines dans la colonne d'eau avant de migrer : les larves erpochètes deviennent benthiques et se fixent préférentiellement sur les tubes d'adultes en raison d'un chimiotactisme positif exercé par le ciment de ces tubes.
Des expériences basées sur l'observation en laboratoire de larves issues de fécondation artificielle ont recherché les facteurs (hydrodynamisme, apports de sédiments, fonds marin) favorisant la fixation sur les tubes d'adultes. Avant la métamorphose, les larves gagnent le fond ou diverses surfaces solides (coquille d'huître, cailloutis rocher) ; si la larve ne trouve pas de substrat lui convenant, elle peut retarder sa métamorphose de plusieurs semaines (elle peut alors à la fois nager en plein eau et ramper sur le fond). Après un certain temps, certaines larves finissent quand même par se métamorphoser avant de mourir, ou meurent sans se métamorphoser.
Lorsque plusieurs tubes, initialement horizontaux se rencontrent, la croissance devient verticale.  L'agglomération de nombreux tubes conduit à la formation de placages (sur estran rocheux) ou de structures en boules (sur estran sableux). Ces boules isolées peuvent s'accoler les une aux autres sous forme de structures coalescentes dont l'extension maximale forme des structures tabulaires appelées platiers. La présence de ces platiers témoigne d'un stade mature et d'un état de santé maximal de ces bioconstructions.

## Nutrition

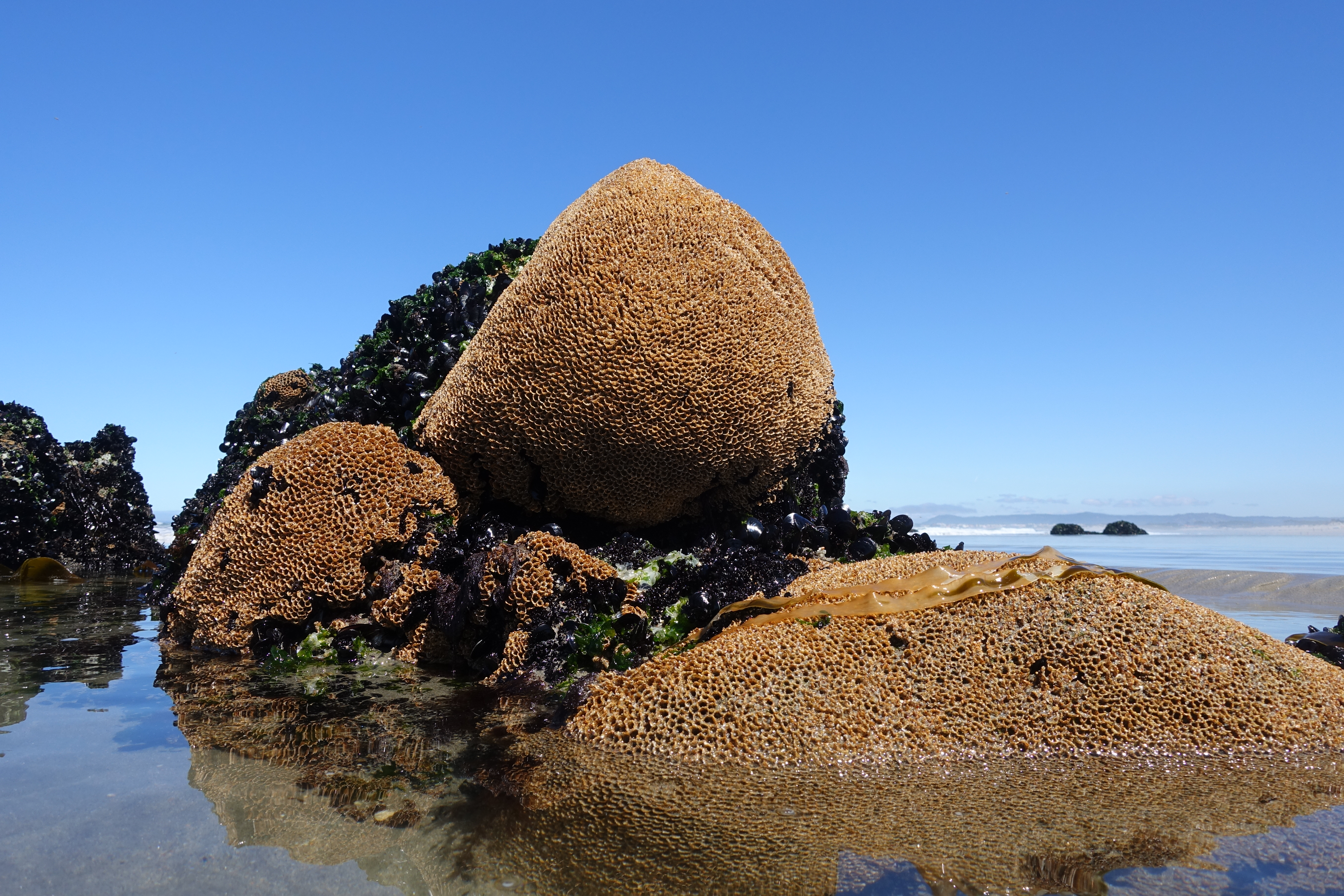
« Patate » d'hermelles en compétition spatiale avec des mollusques proliférant (ici des moules). L'accroissement moyen d'un récif est de l'ordre de 12 cm/an.

Vers qui se nourrissent d'organismes de particules alimentaires organiques en les filtrant de l'eau (microphagie suspensivore), ils ont une capacité de filtration individuelle (0,35 L/heure par gramme de matière sèche) inférieure à l'huître plate européenne (0,60 L/h/ g M.S) ou la moule commune (1,30 L/h/ g M.S) mais l'extrapolation à l'échelle de l'habitat montre une capacité différente : dans la baie du Mont-Saint-Michel, le massif des hermelles a une capacité de filtration de 1.31 106 m-3/jour, les populations de moules communes cultivées ont une capacité de 0,74 106 m-3/jour (5.28 106 m-3/jour pour l'ensemble des moules) et les huîtres plates cultivées 0,02 106 m-3/jour (1,67 106 m-3/jour pour l'ensemble des huîtres).

## Massifs d'hermelles

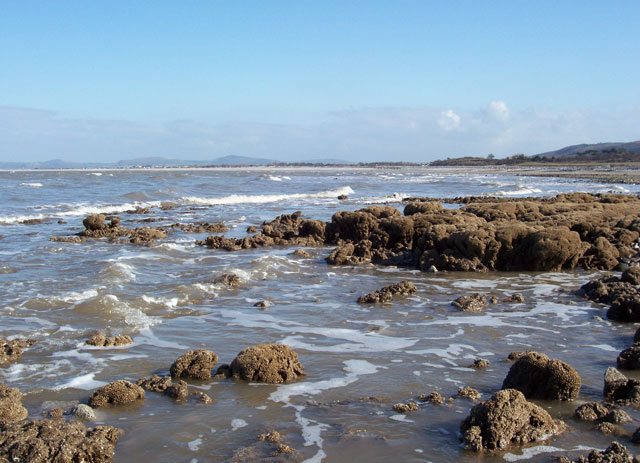
Selon les variations des conditions hydrodynamiques, les récifs d'hermelles peuvent présenter des phases de croissance (progradation) ou des phases de dégradation et d'érosion (rétrogradation) qui peuvent se mélanger.

### Colonies
Les tubes de sable qui ont une section circulaire de 5 à 10 mm de diamètre, cimentés par une glande du ver, sont droits et forment un ensemble à l’allure buissonnante ; en effet, au cours de leur croissance, les tubes changent d’orientation selon les conditions hydrodynamiques, pouvant être horizontaux à verticaux. Ils ont une longueur maximale de 30 cm mais ils peuvent se superposer les uns aux autres, pouvant atteindre, dans des conditions favorables, une hauteur de 1,50 m. Accolés les uns aux autres, ces tubes ressemblent à des gâteaux d'abeille et ils finissent par former des pseudorécifs de masse souvent considérable. Ces colonies, comptant de 15 000 à 60 000 individus par mètre carré, constituent des massifs qui peuvent croître de 12 cm/an (le rythme de construction varie selon le piétinement, les variations thermiques ou d'hydrodynamie) et abriter 70 espèces différentes (vers, larves et juvéniles de crustacés y migrant par thigmotactisme).  À l'image des barrières de corail, les récifs d'hermelles constituent de véritables réservoirs de biodiversité. Les massifs ont la forme de coussins plus ou moins plats ou des buissons arborescents.
Les biorécifs dans la Baie du Mont Saint-Michel et la baie de Bourgneuf, localement appelés crassiers, constituent le seul bioherme de grande superficie des côtes d'Europe.

### Dynamique récifale
La dynamique du récif passe par les stades suivants : structures en boules isolées (unité récifale qui représente un modèle morphologique et structural élémentaire), structures en boules dégradées (blocs isolés et fractionnés), structures coalescentes (accolement et fusion des boules qui peuvent conduire à la formation d'une barrière récifale, en en arrière de la barrière d'un platier qui représente le « climax » de la dynamique récifale), structures coalescentes dégradées (zones éboulées sous l'action des vagues ou du piétinement), structures dégradées (forte irrégularité de la surface récifale et désorganisation des tubes), placages (tubes se développant le long du rocher dont ils épousent le contour).

### Les biorécifs d'hermelles de la baie du Mont-Saint-Michel

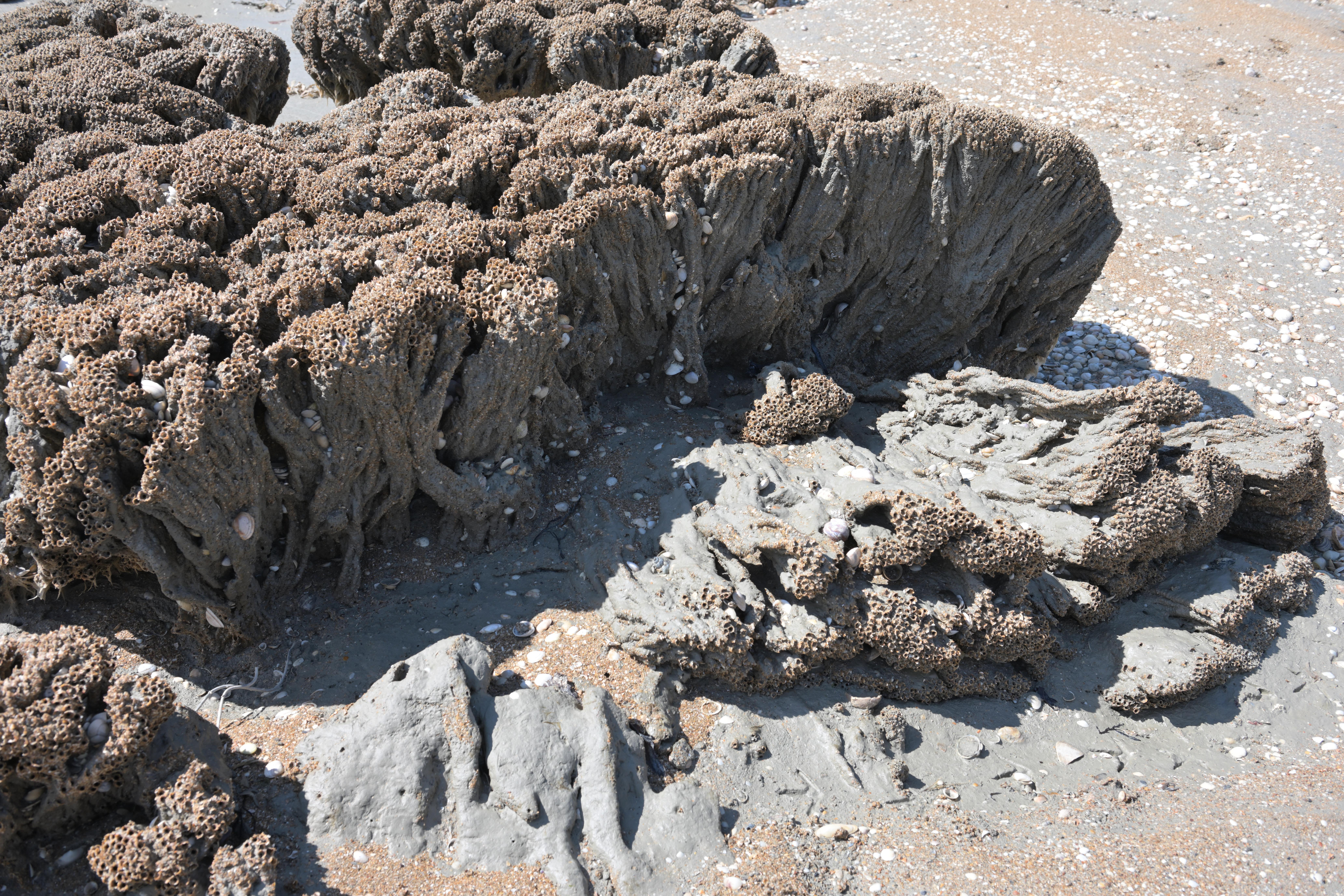
Les récifs d'hermelles en baie du Mont-Saint-Michel s'étendent sur 250 ha.

Les hermelles de la baie du Mont-Saint-Michel sont considérées comme espèce-ingénieur en raison des biorécifs qu'elles construisent, pouvant atteindre 3 km de large et environ 300 hectares, sur un mètre de hauteur. Les bancs d'hermelles sont répartis sur deux sites, le récif de Sainte-Anne (223 ha) et les récifs du secteur de Champeaux (29 ha), appelés localement « crassier » ou « corail du Nord »,. C'est la plus grande bioconstruction intertidale active de toute l'Europe.
Le suivi du récif et les études (cartographies des paramètres suivis couplée à un indice spatialisé de santé du récif) entamées à la suite de la restructuration de la mytiliculture locale montrent cependant que ce récif de Sabellaria alveolata a beaucoup régressé et tend à se fragmenter (récif de Saint-Anne (223 ha) entre 2001 et 2007, et qu'il est menacé, principalement en son centre par :
- la pêche à pied (piétinement des sabellaria + modes de récolte souvent destructives pour le récif)[25] ;
- l'envasement rapide du site, causé par les bouchots[20] qui modifient les conditions hydrodynamiques et augmentent la sédimentation
- la colonisation par Crassostrea gigas (en progression dans les années 2000-2010)[25] ;
- la compétition trophique avec ces espèces concurrentes pour la nourriture[25].

La gestion intégrée des zones côtières modifie certaines implantations conchylicoles pour préserver les massifs.

## Services écosystémiques
Les hermelles offrent de nombreux services écosystémiques.

### Espèce ingénieure
Espèce ingénieure de son écosystème, l'hermelle donne naissance à une bioconstruction dont les individus coloniaux érigent des tubes formant le massif ou récif d'hermelles qui crée des micro-habitats abritant une faune commensale, endobionte et épibionte riche et diversifiée. Un habitat récifal peut héberger de l'ordre de 50 à 70 espèces, parmi lesquelles des taxons rares, soit une diversité spécifique cinq à dix fois plus importante que les habitats sédimentaires avoisinant. Le récif constitue une ressource trophique importante pour la faune benthique et intertidale, au regard des densités élevées d'individus (de 15 000 à 60 000 par mètre carré) et des surfaces couvertes.

### Jardinier
Les hermelles produisent des feces et pseudofeces constituant des biodépôts qui se déposent en arrière des récifs. Cette production massive de biodépôts s'intègre à la chaîne alimentaire qui favorise la prolifération de micro-algues, sources de nourriture pour beaucoup d’espèces en milieu marin, notamment les coquillages filtreurs collectés en pêche à pied.

### Protection du littoral

Parmi les stratégies d'adaptation aux changements climatiques, celle basée sur les écosystèmes a expérimenté l'emploi d'hermelles pour lutter contre l'érosion côtière ⑥.

Les récifs participent à la protection du trait de côte en limitant l'érosion côtière par l'effet brise-lames.

### Applications potentielles
L'hermelle trie les grains de sable et les particules carbonatés issues des petits morceaux de coquillages qu'il assemble en tube comme des tuiles avec une colle.  biologique. La cohésion du tube est assurée par un cément, mucus sécrété par des glandes cémentaires au niveau de la tête et composé de protéines, de polymères et de cations divalents. Ce ciment biologique microporeux bioinspire le milieu médical (application au niveau de la réparation des tissus osseux, colle dentaire) et l'industrie routière (colle écologique remplaçant le goudron).

## Menaces

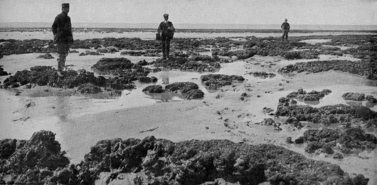
Reproduction du Petit Larousse illustré de 1923 montrant le récif d'Hermelles de la baie du Mont-Saint-Michel et la présence de gardes du littoral sur ce site jugé peu propice à l'ostréiculture.

Dès 1832, des naturalistes comme Jean-Victor Audouin et Henri Milne-Edwards considèrent ces récifs comme des fléaux qui enterrent les huîtres élevées, aussi recommandent-ils de récolter les hermelles comme les crépidules pour en faire des amendement calcaires. En 1916, les géologues rennais Georges Galaine et Constant Houlbert s’inquiètent du rôle de ces récifs dans « l’assèchement » de la baie du Mont-Saint-Michel, accusés de barrer le lit des fleuves sur pas moins de 10 km et de combler la baie (Galaine et Houlbert, 1916). Les médias relayent ces publications et s’alarment de la « prolifération » de ces récifs , préconisant leur dynamitage ou leur érosion par dragage.
Ils sont soumis à des facteurs de dégradation naturels et anthropiques, :
- Facteurs de dégradation naturels : érosion côtière, qualité du recrutement larvaire (courantologie, température, salinité, prédation…), vieillissement et altération naturelle du récif (éboulement, éclatement, désagrégation), recouvrement par des organismes épibiontes (huîtres, moules, ulves et entéromorphes, crépidules en échouage, etc.), recouvrement sédimentaire qui entraîne le colmatage des tentacules par la vase…
- Facteurs anthropiques : 
  - directs : macrodéchets, pêche à pied à l'origine de fragmentation des structures par piétinement, d'arrachage des algues épibiontes et destruction des blocs de récifs par des crochets pour déloger coquillages et crustacés, pêche embarquée (dragage, chalutage) ou de plaisance (ancrage dans le récif, frottement de la coque contre le récif), activités conchylicoles compétitrices en termes de surface
  - indirects : envasement du récif consécutif à la réduction de l'hydrodynamisme et à la production de pseudofeces par les élevages conchylicoles, fixation d’algues épibiontes reliées avec des phénomènes d'eutrophisation.

## Galerie

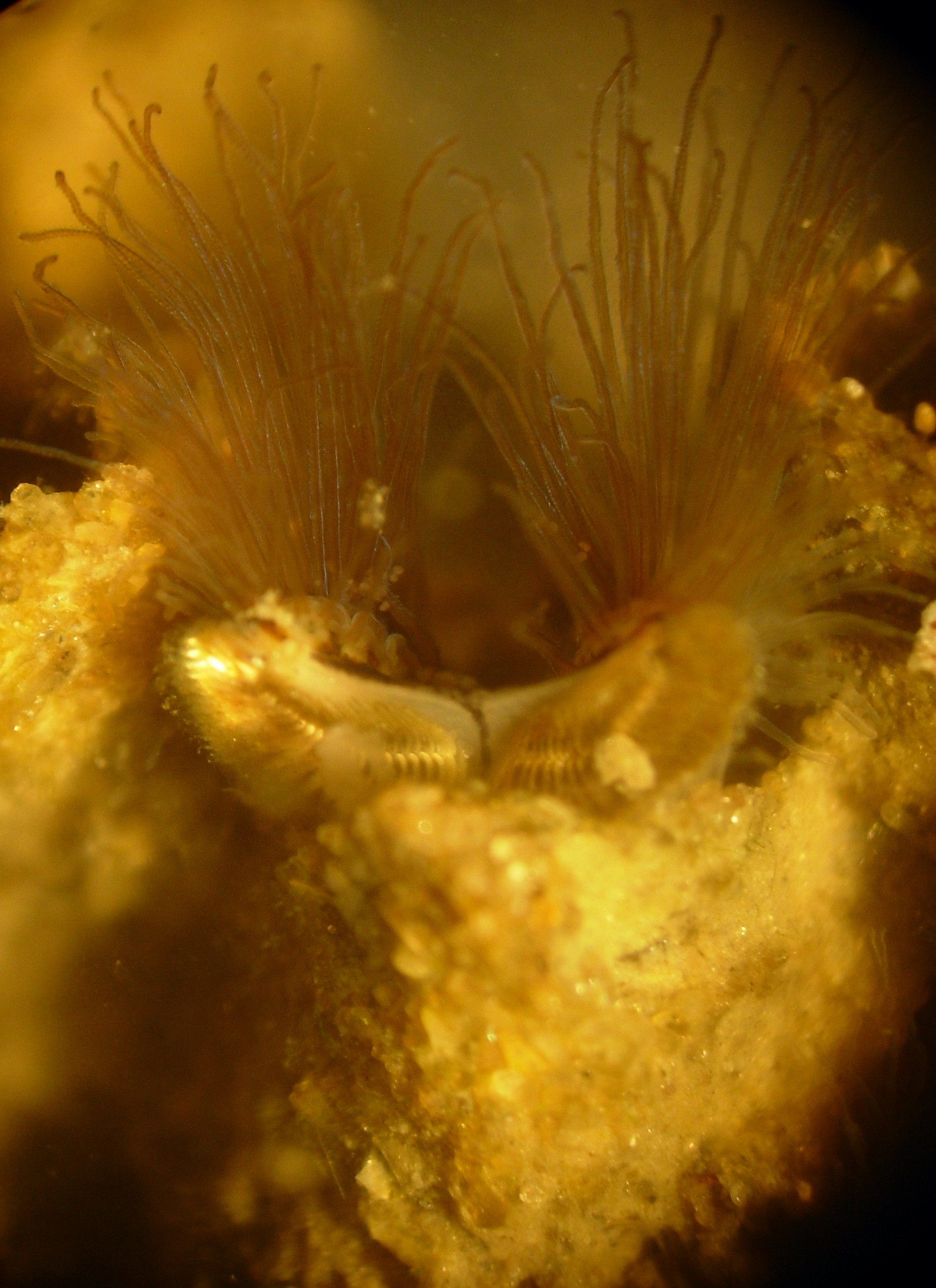
Hermelle à la sortie de son tube.
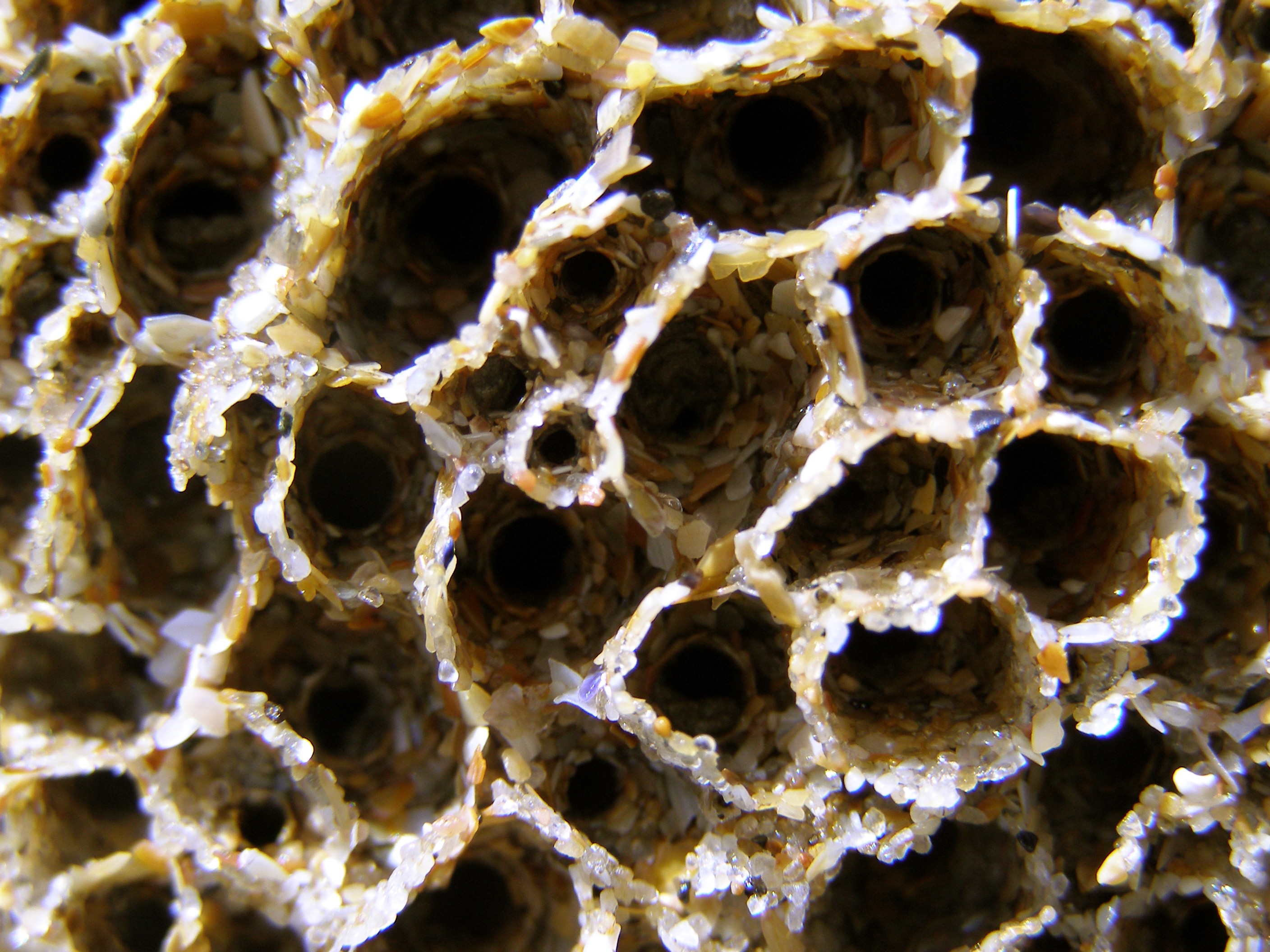
Tubes d'hermelles terminés par une petite collerette en forme d’entonnoir[39].
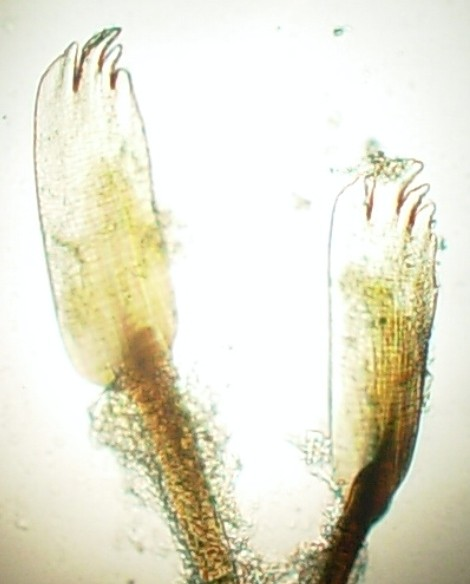
Soies palées de l'opercule.